# Лоп (пустыня)
Лоп — пустыня, простирающаяся от города Корла на восток вдоль подножия Курук-таг к бывшей границе Таримского бассейна в Синьцзян-Уйгурском автономном районе в Китае. Она почти идеально ровная. Озеро Бостен-Ху на северо-западе лежит на высоте до 1030—1040 м, в то время как Лобнор на юго-востоке на 250 м ниже.

## География
Пустыня Лоп полностью ровная, но имеет три углубления, в которых могли бы сформироваться озёра, наполненные водой — сухой бассейн Лобнор, Кара-Кошун и Тайтема. Река Тарим меняет своё направление с течением времени, и поэтому расположение границ озёр также изменяется, чем можно объяснить разночтения в источниках относительно расположения Лобнора, а также название «Блуждающее озеро», данное ему ранними исследователями.
В прошлом Лобнор было огромным болотом в восточной части Синьцзяна. Сейчас на этом месте находится широкий пласт глины и песка. Глина, в основном жёлтого или жёлто-серого цвета, густо посыпана мелким гравием. В пустыне встречаются плоские хребты и массы консолидированной глины (ярданги), обточенные ветром. Образования разделены параллельными балками или бороздами, от 6 до 20 метров в глубину, в направлении преобладающих юго-западных ветров. Почти нет дрейфующего песка или песчаных дюн, за исключением южной стороны, в отдалённых предгорьях Алтынтаг.

## Климат
Климат Лопа чрезвычайно засушливый; исследование, проведённое в 1984 году, показывает, что средняя годовая сумма осадков обычно менее 20 мм, другое исследование, в 2008 году, зафиксировало 31,2 мм В центре углубления, которое ниже краёв на 800 м, засушливость сильнее. Относительная влажность атмосферы часто падает до нуля, а температура воздуха достигает 50 °С. Годовое испарение в 1984 году составляло 1000——1500 мм, в таких условиях озеро глубиной около 2 м высохнет менее чем за два года при условии отсутствия питания. В 2008 году годовое испарение составило 2901 мм.
В истории были периоды, когда этот район был более благоприятным для земледелия и урегулирования. Исследования показали, что район пережил семь крупных климатических изменений, начиная с конца плейстоцена.

## Лобнор
Есть многочисленные свидетельства наличия обширного озера в этом регионе, которое позже высохло. Среди них солевые депрессии; следы бывших озёрных береговых линий, более или менее параллельных и концентрических; наличие в местах большого количества ракушек пресноводных моллюсков (виды Lymnaea и Planorbis); наличие коры мёртвых тамарисков; обширный слой иссохших камышей, расположенных на вершинах ярдангов.
В Ханьшу Лобнор назван Пучанхай (кит. 蒲昌海, пиньинь Púchānghǎi), озеро было большого размера, с размером от 300 до 400 ли (примерно 120—160 км) в длину и ширину. Название Яньцзэ (кит. трад. 鹽澤, упр. 盐泽, пиньинь yánzé, буквально: «солончак») встречается в Ши цзи, указывая на то, что озеро солёное. В период правления династии Цин озеро значительно высохло и сместилось к озеру Кара-Кошун во второй половине девятнадцатого века, потом снова вернулось на прежнее место в 1921 году с помощью вмешательства человека.
Однако строительство плотин китайскими гарнизонами в XX веке перекрыло питание Лобнора речными водами, и сейчас оно в основном состоит из солончаков. Высушенный бассейн Лобнора покрыт соляной коркой от 30 см до 1 м толщиной.

## Флора и фауна
Естественная растительность скудна в этом регионе и бедна по числу видов. Научная экспедиция на Лобнор в 1979—1982 собрала всего 36 видов растений, принадлежащих к 13 семействам (в основном, Маревые и Сложноцветные) и 26 родам. Экспедиция также собрала всего 127 видов животных (23 вида млекопитающих, 91 птиц, 7 рептилий и 1 вид амфибий).
Археолог Свен Гедин, который побывал в регионе в конце XIX и в начале XX века, смог отправиться на лодках вверх по рекам к озеру и увидел множество диких животных. Однако многие животные, такие как тигр, волк или кабан, которых видели ранние исследователи, сейчас исчезли. Тем не менее, Лоп остаётся одним из последних убежищ диких двугорбых верблюдов (Camelus bactrianus), они живут в тростниковых оазисах на северном краю пустыни. Тополевые леса и тамарисковые кустарники произрастают вдоль долины реки Тарим, образуя так называемый «зелёный коридор», но в низовьях Тарим обмелела в 1972 году из-за строительства плотин, вследствие чего растительность значительно уменьшилась, некоторые виды исчезли. В 1999 году появился проект Лобнорского природного заповедника для сохранения биоразнообразия, двугорбых верблюдов и других животных в регионе.

## Песчаные бури
Весь регион подвержен сильнейшим песчаным бурям в весенние месяцы. Истирание горных пород образует ярданги. Пустыня эродирует, песок уносит в систему озёр, через которые протекают постоянно меняющиеся водные пути реки Тарим, и отлагаются в гигантские дюны, которые скапливаются в восточной оконечности Такла-Макан. Экстремальные погодные условия и движущиеся песчаные дюны привели к гибели сотен людей.